# Dełczewo
Dełczewo (maced. Делчево) – miasto we wschodniej Macedonii Północnej, nad Bregałnicą, w kotlinie Pijanec, nad granicą Bułgarii. Ośrodek administracyjny gminy Dełczewo. Liczba ludności - 11 500 osób (93,5% Macedończyków, 5% Romów) [2002].
Za czasów Bizancjum miasto nosiło nazwę Wasilewo, pod panowaniem słowiańskim - Carewo Seło, a pod panowaniem osmańskim - Sultanija. W XVII wieku, w czasach intensywnej kolonizacji tureckiej w Macedonii, osada słowiańska zanikła, a na przeciwległym brzegu Bregalnicy powstało osiedle tureckie z pewnym udziałem Pomaków. W XIX wieku w mieście pojawili się Macedończycy, którzy jednak w 187] uciekli do Bułgarii. Podczas wojen bałkańskich większość Turków opuściła miasto. W 1914 Dełczewo liczyło 1.701 mieszkańców. Po I wojnie światowej okolicę zasiedlili Macedończycy. W 1931 Delčevo liczyło 3.746 mieszkańców. Ostatni Turcy wyjechali w 1953. W 1950 Carewo Seło przemianowano na Dełczewo ku pamięci macedońskiego bohatera narodowego Goce Dełczewa.

## Współpraca
- Błagojewgrad, Bułgaria
- Simitli, Bułgaria
- Jagodina, Serbia
- Wyszogród, Ukraina
- Bornova, Turcja
- Żyrardów, Polska